# Jagatpur (Chitwan)
Jagatpur (nepalski: जगतपुर) – gaun wikas samiti w środkowej części Nepalu w strefie Narajani w dystrykcie Chitwan. Według nepalskiego spisu powszechnego z 2001 roku liczył on 2042 gospodarstw domowych i 9952 mieszkańców (5229 kobiet i 4723 mężczyzn).